# Pastuchovice
Pastuchovice (deutsch Pastuchowitz) ist eine Gemeinde in Tschechien. Sie liegt sieben Kilometer südwestlich von Jesenice und gehört zum Okres Plzeň-sever.

## Geographie
Pastuchovice befindet sich an einer Anhöhe rechtsseitig über dem Quellgrund des Baches Podvínecký potok in der Žihelská brázda (Scheleser Furche) im Rakonitzer Hügelland. Gegen Osten erstreckt sich der Naturpark Jesenicko, westlich der Naturpark Horní Střela. Im Nordosten erhebt sich die Krtská hora (525 m), südwestlich der Nad Myslívnou (604 m), im Westen der Kočičí vrch (606 m) und der Kačer (594 m) sowie im Nordwesten der Žebrák (620 m), Nad Luhy (594 m) und der Kanešův kopec (633 m). Nördlich des Dorfes verläuft die Bahnstrecke Plzeň–Duchcov.
Nachbarorte sind Ležky, Nová Hospoda und Blatno im Norden, Velečín und Krty im Nordosten, Ostrovec, Tlestky und Svatý Hubert im Osten, Žďár, Podbořánky, Chvojkovský Mlýn und Vysoká Libyně im Südosten, Pohvizdy, Bílov, Potvorov und Žihle im Süden, Hluboká, Železný Hamr, Nový Dvůr und Poustky im Südwesten, Sklárna, Jablonná, Dvorec und Luby im Westen sowie Balková, Kračín, Tis u Blatna und Jelení im Nordwesten.

## Geschichte
Es wird angenommen, dass Pastuchovice zu den Besitzungen des Kreuzherrenklosters Blatno gehört hat und möglicherweise auch von diesem gegründet wurde. Der Regionalhistoriker Wenzel Rott nannte zu Beginn des 20. Jahrhunderts in seinem Werk Der Politische Bezirk Podersam für 1460 in Rakovník eine Vladikenfamilie von Pastuchovice, er gab jedoch genau wie später auch Josef Kočka, der von einer Ersterwähnung im Jahre 1538 schrieb, dafür keine Quelle an. Die erste nachweisliche Erwähnung des Dorfes erfolgte im Jahre 1558 als Teil der den Grafen Schlik gehörigen Herrschaft Rabenstein. 1564 erwarben die Herren von Schwanberg auf Přimda den Besitz, 1573 erwarben ihn die Grafen Schlik zurück.  Sie verkauften die Herrschaft Rabenstein 1578 als gemeinschaftlichen Besitz an Georg von Kokořov auf Šťáhlavy und Žlutice und Jaroslav von Kolowrat-Liebsteinsky auf Petersburg. Letzterer wurde schließlich alleiniger Eigentümer. 1595 erbte sein Sohn Nikolaus Kolowrat-Liebsteinsky das Gut Petersburg; er verkaufte Pastuchovice im Jahre 1600 an Georg Chotek auf Žihle. Nach der Schlacht am Weißen Berg wurden dessen Güter konfisziert und 1623 an Hermann Czernin von Chudenitz verkauft, der sie mit dem Gut Petersburg vereinigte. 1639 errichtete Hermann Czernin das Große Czerninsche Familienfideikommiss, das aus den böhmischen Herrschaften und Gütern Petersburg, Gießhübel, Neudek, Schönhof, Sedschitz, Miltschowes, Winař, Welchow, Kost und Kosmanos sowie der schlesischen Herrschaft Schmiedeberg bestand. Im Jahre 1644 wurde er zum Reichsgrafen erhoben. Das während des Dreißigjährigen Krieges verödete Dorf ließ er mit deutschen Siedlern wiederbesetzen. In der berní rula von 1653 sind für Pastuchovice 25 Anwesen aufgeführt, von denen zwei wüst lagen und 15 mit Deutschen neubesiedelt waren; acht der Gehöfte hatten tschechische Besitzer. Wegen der drückenden Lasten brach 1680 in der Gegend ein Bauernaufstand aus, der am Mlýnský vrch bei Blatno blutig niedergeschlagen wurde. Im 18. Jahrhundert wurde das Dorf gänzlich deutschsprachig. Die Reichsgrafen Czernin von und zu Chudenitz hielten den Besitz ohne Unterbrechungen. Zu den Grundherren von Drahuschen gehörten u. a. Johann Rudolf Czernin von und zu Chudenitz und ab 1845 dessen Sohn Eugen Karl Czernin von und zu Chudenitz.
Im Jahre 1846 bestand Pastuchowitz, auch Postochowitz, aus 42 Häusern mit 259 deutschsprachigen Einwohnern. Im Ort gab es ein Wirtshaus. Abseits lag der obrigkeitliche Meierhof Powiesen mit einer Schäferei. Pfarrort war Scheles. Bis zur Mitte des 19. Jahrhunderts blieb Pastuchowitz zur Fideikommiss-Herrschaft Petersburg untertänig.
Nach der Aufhebung der Patrimonialherrschaften bildete Pastuchowitz / Pastúchovice ab 1850 eine Gemeinde im Bezirk Saaz und Gerichtsbezirk Jechnitz. 1868 wurde Pastuchowitz dem Bezirk Podersam zugeordnet. Die Eisenbahn Pilsen-Saaz nahm 1872 den Verkehr auf, die Züge fuhren jedoch noch lange Zeit ohne Halt an dem Dorf vorbei. Zwischen Pastuchowitz und Weletschin wurde 1903 auf freiem Felde die Bahnhaltestelle Pastuchowitz eingerichtet. 1930 lebten in Pastuchowitz 376 Personen. Nach dem Münchner Abkommen wurde die Gemeinde 1938 dem Deutschen Reich zugeschlagen und gehörte bis 1945 zum Landkreis Podersam. 1939 hatte die Gemeinde 322 Einwohner. Nach dem Ende des Zweiten Weltkrieges kam  Pastuchovice zur Tschechoslowakei zurück und die deutschsprachigen Einwohner wurden vertrieben. Der Okres Podbořany wurde 1960 aufgehoben, seitdem gehört Pastuchovice zum Okres Plzeň-sever. Im Jahre 1961 wurde Pastuchovice nach Velečín eingemeindet. Am 1. Juli 1980 erfolgte die Eingemeindung nach Žihle. Am 24. November 1990 löste sich Pastuchovice wieder von Žihle los und bildete eine eigene Gemeinde.

## Gemeindegliederung
Für die Gemeinde Pastuchovice sind keine Ortsteile ausgewiesen. Zu Pastuchovice gehört die Einschicht Pohvizdy (Powiesen).

## Sehenswürdigkeiten

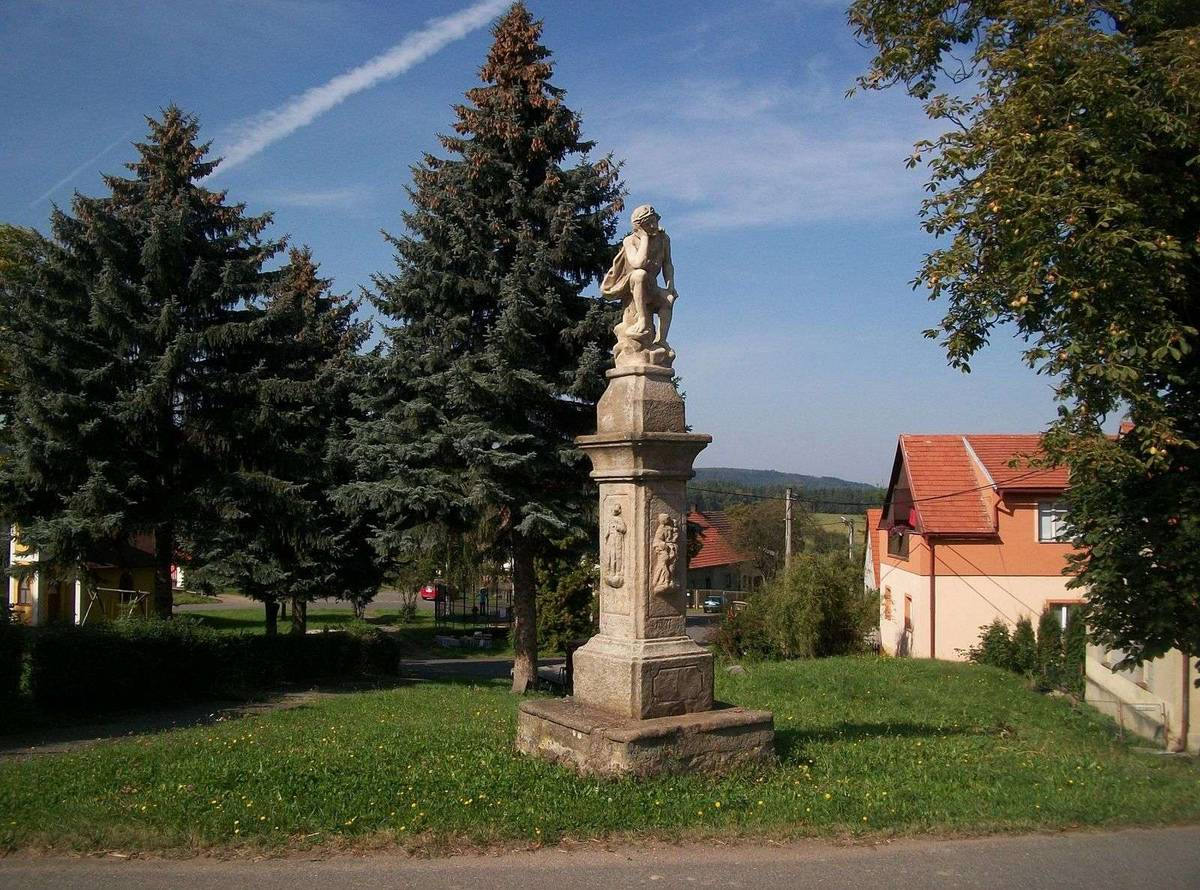
Statue Leiden Christi auf dem Dorfplatz

- Statue Leiden Christi auf dem Dorfplatz, geschaffen 1771
- Chaluppe mit verschaltem Giebel und gezimmertem Stadel
- Spritzenhaus mit Glockenturm